# 仙台基督教会
仙台基督教会（せんだいキリストきょうかい）は宮城県仙台市青葉区にあるキリスト教教会で、日本聖公会東北教区（東北6県：青森県・岩手県・宮城県・秋田県・山形県・福島県）の主教座聖堂である。

## 東北教区
東北地方の日本聖公会の宣教は、北東京地方部（現北関東教区）のジョン・マキム監督（主教）が派遣した伝道師団により、始めて福島県で行われた。仙台へは1894年に、H・J・ジェフリース（H.J. Jefferies）長老（司祭）が伝道師として派遣され、伝道集会や裁縫学校、幼稚園、日曜学校等による宣教活動が行われた。教会の会館は1901年、礼拝堂は1905年に落成し、その頃米国聖公会のN・S・ビンステッド主教が東北地方部の監督として着座し、そのころ教勢は倍増した。
第二次世界大戦前・戦中に入り、宣教師たちの退去や教区解散等が余儀なくされた。しかし、戦後の困難な時代から立ち上がり、自給自足という取り組みに発展した。

## 仙台基督教会
戦争で焼け落ちた主教座聖堂の建設が始まり、1965年には新礼拝堂の大聖堂が完成した。これに伴い青森県弘前市へ移動していた主教が仙台へ戻った。1991年には大聖堂で東北教区宣教100周年大礼拝が献げられた。
このころ戦後すぐ建てられた聖堂の老朽化が目立ち、再建が計画されたが、2011年3月に発生した東北地方太平洋沖地震（東日本大震災）時には会館が災害対策本部となったことを経て、2014年に現在の新しい聖堂が建てられた。新聖堂は青葉通と共に仙台を代表する道路の定禅寺通に面して、コンサートや講演会等で利用してもらう機会も増えた。
仙台基督教会の住所は仙台市青葉区国分町2-13-15で、現在の牧師は司祭ヨハネ八木正言、主教はヨハネ加藤博道である。
主日礼拝は、7:00am 主日早朝聖餐式、10:30am 第2主日聖餐式、10:30am 日曜学校（子ども礼拝）。

## 参照項目
- 日本聖公会東北教区